# Margarita Ferreras
María Margarita Ferreras Lorenzo (Alcañices, 26 de febrero de 1900-Palencia 19 de noviembre de 1964) fue una escritora y poeta española perteneciente a la generación del 27 en el entorno de la Edad de Plata.

## Biografía
Sus padres fueron Abelisa Lorenzo García, oriunda de Canfranc, y Francisco Ferreras Toro, oriundo de Alcañices. Él era interventor de Hacienda en la provincia de Palencia; ella había obtenido el Diploma de Honor escolar en 1878. Al morir su padre, la familia se trasladó a Madrid. Su tío era José Ferreras Toro, periodista, abogado y político del Partido Constitucional.
El escritor Álvaro Retana dedicó a Ferreras su obra Ninfas y sátiros. Escenas pintorescas de Madrid de noche donde la recuerda como una de sus primeras novias. Aspiró a protagonizar la obra Amor de Don Perlimplín con Belisa en su jardín de Federico García Lorca pero el papel se lo llevó la escritora y actriz Magda Donato.
Asistió como alumna a la Residencia de Señoritas de Madrid y frecuentó el Lyceum Club Femenino. La poeta fue socia también del Ateneo de Madrid. Conocida en los ambientes literarios participó en numerosos eventos, como la lectura de poemas de escritores hispanoamericanos, entre ellos, de Juana Ibarbouru, en el homenaje que se hizo al poeta uruguayo Juan Zorrilla de San Martín en el Ateneo de Madrid en marzo de 1932. Publicó también en revistas.
Fue ingresada en un sanatorio debido a sus problemas nerviosos y le fue diagnosticada una psicosis exógena. Mantuvo correspondencia con Miguel de Unamuno y María de Maeztu entre otros. En ellas se puede leer cómo reclamaba dinero al infante don Fernando de Baviera, al parecer, su amante. El escritor Manuel Altolaguirre escribió en sus memorias El caballo griego: reflexiones y recuerdos (1927- 1958) que se encontró con Ferreras durante la guerra civil en Valencia perdida la razón.

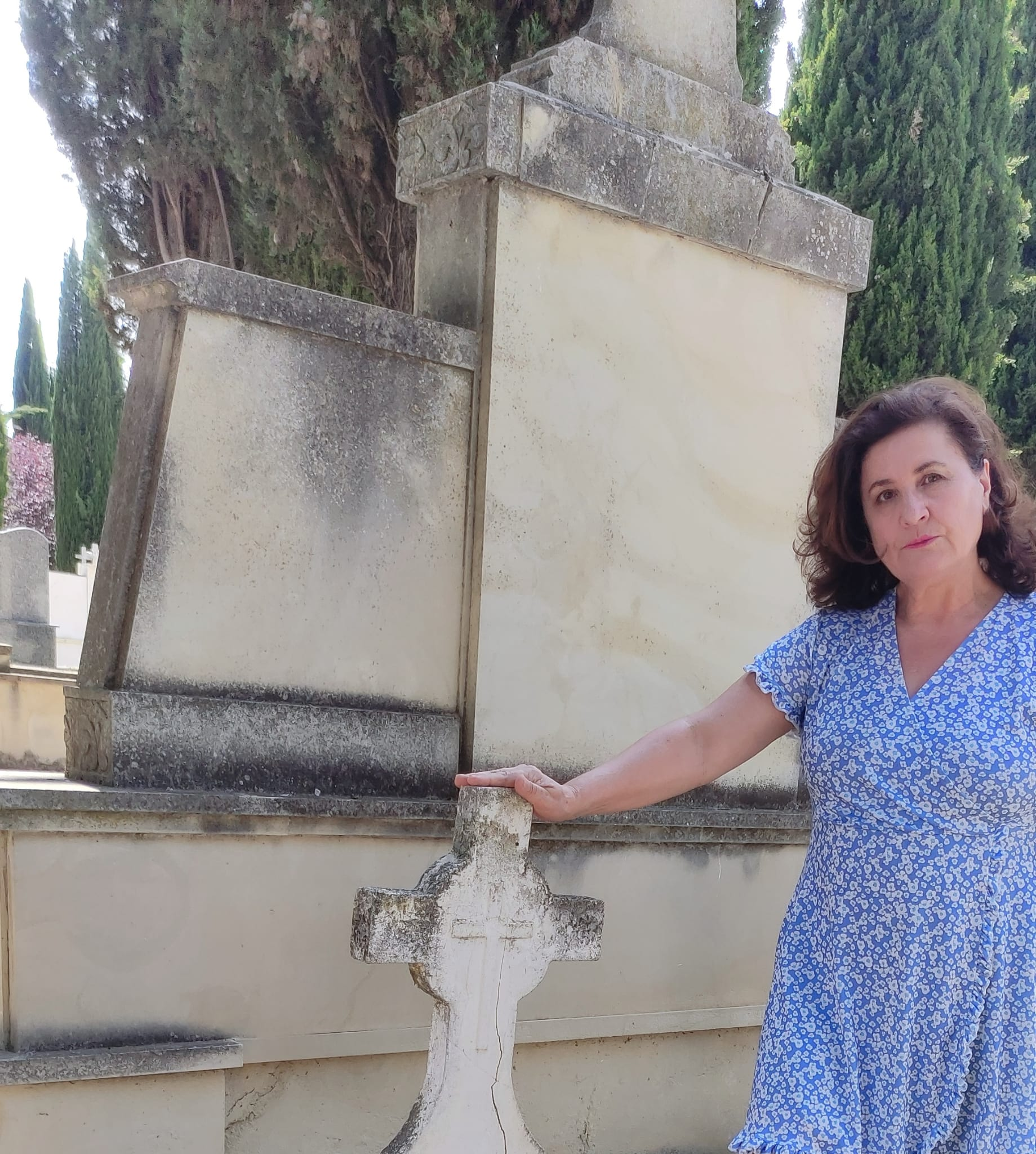
Dolores Fidalgo Estévez ante la tumba de Margarita Ferreras Lorenzo en el Cementerio Municipal de Palencia

 En 1930 su residencia estaba fijada en la calle de Miguel Ángel, número 17, de Madrid, como se evidencia de una denuncia policial que interpuso por el robo de una pitillera y un encendedor, ambos de oro. También el dato de que en 1939 residió en la calle de Calderón de la Barca, número 1, de Murcia. Tras la guerra civil vivió durante un tiempo en Madrid, aunque se trasladó a Zamora ya que obtuvo auxilio por enfermedad de la Junta Provincial de Beneficencia de Zamora en 1964. Murió ese mismo año.

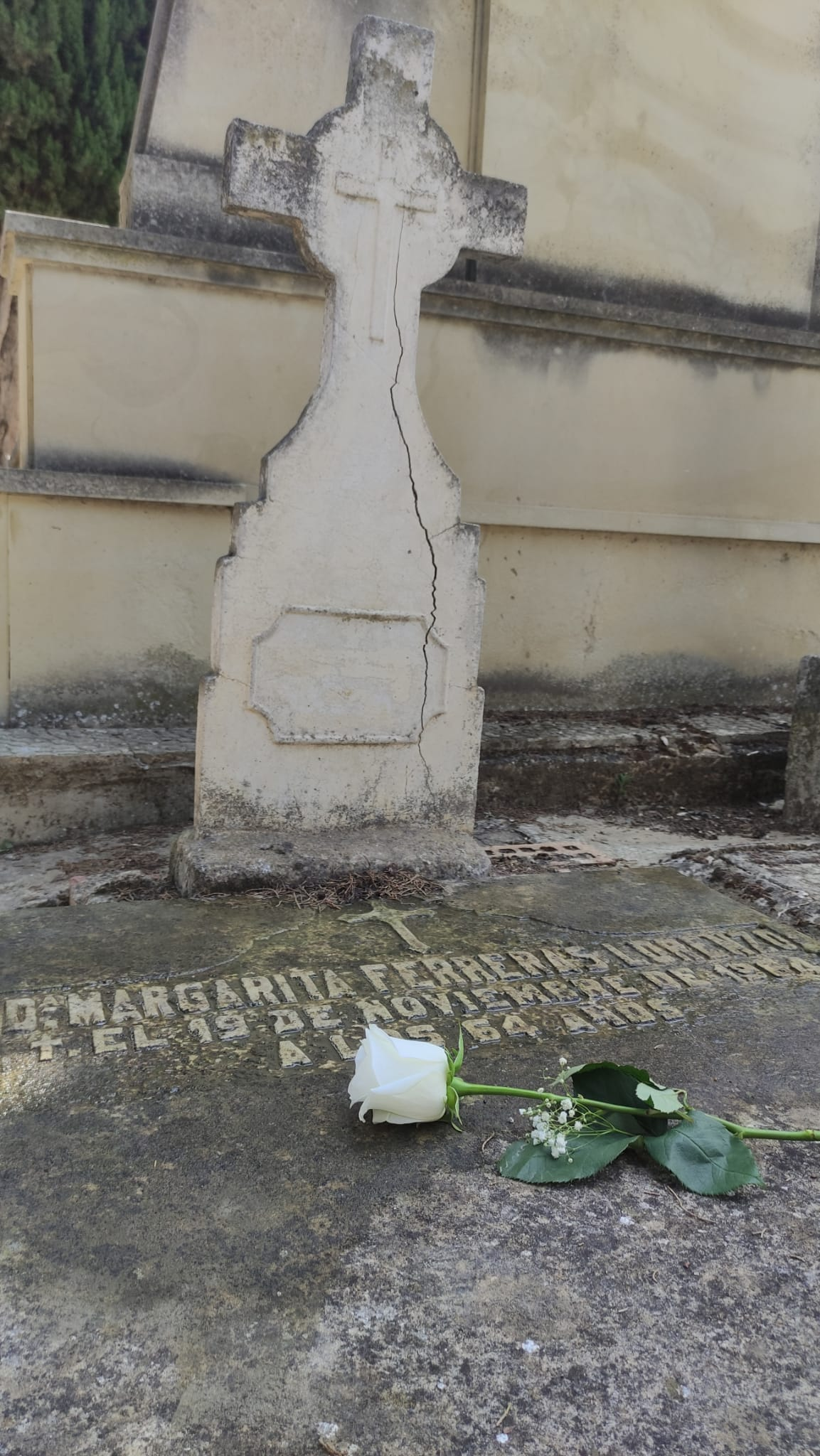
Tumba de Margarita Ferreras Lorenzo en el cementerio Municipal de Palencia

Margarita Ferreras Lorenzo murió en Palencia, mientras estaba internada en el Sanatorio San Luis, y está enterrada en el Cementerio municipal Nuestra Señora de los Ángeles de Palencia, según han aportado las investigaciones realizadas por la profesora de Lengua castellana y literatura Dolores Fidalgo Estévez (perteneciente a la Asociación El Legado de las Mujeres), según se documenta en los archivos palentinos, "el 26 de noviembre de 1964, por Decreto de la Alcaldía fechado el 23-12-1964, se otorga licencia para la colocación de una cruz al Sanatorio de San Luis" y donde figura en nombre y la fecha de fallecimiento.

## Obra
Pez en la tierra fue su único libro. Publicado en 1932, en la imprenta de Concha Méndez y Manuel Altolaguirre, tuvo una tirada de 250 ejemplares, en papel de lino. Obtuvo un gran éxito de crítica, colocándola en la primera fila de las figuras poéticas del momento. Se lo dedicó a Juan Ramón Jiménez y fue prologado por Benjamín Jarnés. El libro comienza con una cita de san Juan de la Cruz. Está dividido en cuatro secciones: comienza con poemas de amor a los que le siguen una serie de paisajes evocados, dos romances al estilo de García Lorca y termina con una serie de poemas titulada "Sur", cuyos poemas se asemejan a los cuadros de Julio Romero de Torres.
Participó del deseo, común a otras poetas como Lucía Sánchez Saornil, Rosa Chacel y Ernestina de Champourcin de experimentar y renovar el lenguaje poético, explorando nuevas vías de expresión abiertas por los diferentes movimientos de vanguardia. En su poesía es clara la influencia del surrealismo. Busca la esencialidad de la poesía, como hiciera Juan Ramón Jiménez y Jorge Guillén, aunque hay ecos de la poesía tradicional en los romances y los poemas del "Sur". El poema "Fandanguillo" nos remite a la tradición literaria y cultural de Andalucía. Pero destaca, sobre todo, en su espíritu transgresor propio del surrealismo. Así refleja el deseo erótico, los sueños y la angustia.
Formalmente, la mayoría de los poemas están escritos en verso libre, aunque las dos últimas partes, más cercanas a la poesía tradicional son romances y están escritas en versos de arte menor. El lenguaje es un lenguaje sencillo. El tema predominante en la primera parte del libro es el deseo sexual. El título del libro hace referencia al movimiento que la pasión sentida provoca en la poeta, que se retuerce buscando llegar a su elemento natural, la fusión con el otro, como el pez lejos del mar. A través de los poemas desgrana el acto sexual ayudándose de variadas metáforas. La segunda, "Paisajes" dedicada a Ortega y Gasset, son poemas en los que la naturaleza humanizada es el elemento principal.
Usa metáforas incluyendo a los cuatro elementos: fuego identificándolo con la pasión y el deseo, el agua con el amado, el aire que refleja su libertad y la tierra y sus árboles con los que identifica el yo poético.
Su legado pervive a través del Círculo Literario Margarita Ferreras de Alcañices.

## Reconocimientos
La antología de Pepa Merlo, con una selección de veinte poetas,  lleva por título Peces en la tierra. Antología de mujeres poetas en torno a la Generación del 27. Su título, ahora en plural, se toma de Margarita Ferreras: Pez en la tierra,  su único libro. Este hecho deja constancia del profundo valor concedido a la obra de Margarita Ferreras.
Uno de sus romances Por la verde, verde oliva, ha sido musicado por la cantante Sheila Blanco en su disco Cantando a las poetas del 27. Rafa Mora y Moncho Otero han versionado los poemas "Sonríe" y "Fruto y flor para ti" en su proyecto Versos sobre el Pentagrama. Asimismo Paco Damas, en fechas recientes, ha puesto música al texto "Arañaré la tierra", continuando su labor de difusión de la obra escrita por las poetas del 27, en la Edad de Plata.
En 2019 Alcañices inauguró un auditorio que debería llevar su nombre y, aunque la prensa ya lo da por hecho, no es así. La reivindicación sigue en pie para renombrar, al menos, su biblioteca. Ese mismo año se convocó un Certamen Literario de Relatos Cortos también con su nombre.
En octubre de 2022 la poeta zamorana fue incluida en la exposición "Las Sinsombrero" en el Centro Cultural de la Villa Fernán Gómez en Madrid.
El 18 de noviembre de 2023 se celebró un homenaje floral ante su tumba y posteriormente una lectura poética, organizado por la  profesora y escritora Dolores Fidalgo (Legado de las Mujeres) y el Círculo Literario Margarita Ferreras de Alcañices . 
En 2025 se celebra del 125.º Aniversario de su Nacimiento, al lado de Carmen Martín Gaite, Ana María Matute y María Moliner: eminentes figuras de la cultura española contemporánea, hoy consagradas.